# Rob Zombie
Rob Zombie (nascut Robert Bartleh Cummings; Haverhill, Massachusetts, 12 de gener de 1965) és un músic, director de cinema i escriptor estatunidenc, conegut per ser el fundador, vocalista principal i ideòleg de la banda White Zombie. La seva veu cavernosa i la seva fascinació amb les pel·lícules sèrie B han marcat la seva carrera solista en el moviment del nU metal, conformada per set discos d'una estètica lúgubre i caricaturesca. La seva carrera de director va començar amb la cinta de terror House of 1000 Corpses i la seva seqüela The Devil's Rejects, estrenades totes dues en 2005; dos anys després va realitzar la seva pròpia versió del clàssic Halloween de John Carpenter.

## Biografia

### Els seus començaments
Rob Zombie va néixer amb el nom Robert Bartleh Cummings el 12 de gener de 1965 a Haverhill, Massachusetts. Com els seus pares treballaven en una fira, Rob i el seu germà Michael van créixer en la carretera, i tots dos compartien interessos per la contracultura, les pel·lícules de sèrie B, les pel·lícules de l'oest i els còmics de fantasia. Això probablement els va ajudar a definir els seus gustos musicals.
Rob Zombie ha estat molt de temps fan d'Alice Cooper, Judas Priest, Ramones, Black Sabbath i molts altres. Els estils d'aquests músics han continuat sent una forta influència per a ell fins a l'actualitat.
Tots dos germans van anar al col·legi, però Rob el va abandonar per perseguir idees diferents. Rob comença a treballar com a tècnic de Pee Wee's Playhouse. Va ser durant aquest període quan va conèixer a la que seria la seva futura companya de banda White Zombie, Sean Yseult.

### Debut solista i èxits (1998-2004)
En 1996, Rob Zombie va col·laborar amb el seu ídol Alice Cooper en la cançó “Hands of Death (Burn Baby Burn)”. Va ser el primer treball de Rob Zombie fora de la seva banda. La cançó va ser nominada a un Grammy com a Millor Interpretació de Metal, però va perdre amb Nine Inch Nails i la seva cançó "Happiness in Slavery".
Rob Zombie va formar la seva pròpia banda com a solista en 1998. John Tempesta (bateria) venia directament de White Zombie, va tocar al costat de Mike Riggs en la guitarra i Blasko (Rob Nicholson) en el baix. L'àlbum debut de Rob, Hellbilly Deluxe, va sortir en 1998 contenint la seva cançó insígnia "Drágula", al costat d'altres recordats èxits com "Living Dead Girl" i "Superbeast". Rob Zombie va realitzar una llarga gira per a promocionar aquest disc, llançant un àlbum de remixes de Hellbilly Deluxe, en 1999: American Made Music to Strip By.
El següent llançament de Rob Zombie, The Sinister Urge, va sortir en el 2001 i va ser produït una altra vegada per Scott Humphrey. Encara que l'àlbum encara mantenia un so fort i pesat, era més experimental que el disc anterior, contenint dos èxits més, "Feel So Numb" i "Never Gonna Stop".
El 2003 va sortir la principal recopilació de Zombie, Past, Present & Future, contenint èxits solistes i de White Zombi. També va incloure una cançó feta per a la banda sonora de la pel·lícula de House of 1000 Corpses ("Pussy Liquor"), dos covers ("Brick House" de The Commodores i "Blitzkrieg Bop" de The Ramones) i dues cançons inèdites ("Two-Lane Blacktop" i "Girl on Fire"). Després de la gira mundial 2002-2003, Mike Riggs i John Tempesta van deixar a Rob Zombie per a formar una banda similar, Scum of the Earth, la qual cosa va estancar la realització d'una altra gira i la sortida d'un nou disc.

### Educated HorsesI la seqüela deHellbilly Deluxe(2005-2012)
En 2005 Rob Zombie va retornar als estudis reclutant al sortint guitarrista de Marilyn Manson, John 5, i al bateria de Alice Cooper, Tommy Clufetos. Al costat de Blasko i Humphrey van gravar l'any 2006 el seu tercer disc, Educated Horses, que és el disc més experimental de Rob. En contrast amb el so metalero dels primers dos àlbums, aquest té un so més pròxim al metal alternatiu, encara que al mateix temps incorpora una de les seves cançons més comercials, "Foxy Foxy".
Si bé Blasko va tocar en l'àlbum, ell no va estar en la posterior gira del disc, ja que va abandonar la banda per reemplaçar a Zakk Wylde en la banda de suport d'Ozzy Osbourne. Per reemplaçar-lo Rob va cridar a Piggy D. de Wednesday 13, i amb aquesta nova formació va participar en el primer VH1 Rock Honors, fent un homenatge a Kiss cantant "God of Thunder" al costat de Scott Ian, Slash, Tommy Lee, Gilby Clarke i l'ex guitarrista dels propis Kiss, Ace Frehley.
En una entrevista publicada al desembre de 2008, Zombi va parlar sobre la seva nova formació de la banda (John 5, Piggy D, i Tommy), i el feliç que estava amb els membres de la seva nova banda, dient: "Mai he tingut una banda a la que podria dir els meus amics, bo, fins ara". Mentrestant, va crear una cançó per la banda sonora de Punisher: War Zone, anomenada també "War Zone".
Durant els següents tretze mesos, Zombie posaria dates una vegada i una altra per a un nou disc. De fet, el 29 d'octubre de 2009 Zombi va començar la Hellbilly Deluxe 2 World Tour en suport del nou disc, titulat Hellbilly Deluxe 2, a pesar que encara no estava publicat. També Zombie comentava que aquesta podia ser la seva última versió en CD a causa de la creixent popularitat d'iTunes i altres mètodes de descàrrega de música. Hellbilly Deluxe 2 anava a ser el seu últim àlbum llançat a través de Geffen Records, però l'octubre de 2009 Zombi va signar amb Roadrunner Records.
El 22 de gener de 2010 va anunciar que realitzaria una gira conjunta amb Alice Cooper, la Gruesome Twosome Tour. Per aquestes dates Tommy Clufetos va deixar també a Zombie per tocar amb Ozzy Osbourne en la bateria. Joey Jordison (Slipknot) el va substituir. A Rob el va molestar que Clufetos hagués fet el mateix que Blasko en 2006: "Si la meva gent que tinc volen anar a tocar amb altres persones, això està bé, jo no els controlo. Però crec que hi ha maneres de fer les coses d'una manera respectuosa i no hi ha manera de ser tan merda, i sento, que les coses últimament ha estat força merda".
Rob Zombie va tocar a l'Edgefest a Little Rock (Arkansas), com co-cap de cartell al costat de Godsmack el 8 de maig de 2010. També va tocar en l'escenari principal en el segon dia del Rock on the Range a Columbus (Ohio) el 23 de maig. Gran part de la multitud va marxar després de la seva actuació, a pesar que Limp Bizkit estava programat per al següent esdeveniment.
Rob Zombie va acabar de gravar quatre cançons noves al juliol de 2010 amb John 5, Piggy D. i Joey Jordison. La nova música, anunciada per a setembre de 2010, va ser descrita per Zombi com "alguns dels temes més ràpids i pesats que hem gravat en molt, molt de temps". Es va dir que John Tempesta havia participat almenys en una cançó, però encara que Rob Zombie ha confirmat que aquesta col·laboració va ser planejada, la seva agenda estava massa ocupada i aquestes sessions d'enregistrament mai van tenir lloc. No es va descartar treballar en un futur amb Tempesta, encara que fins ara això mai va ocórrer. Aquests temes recentment gravats van ser incorporats a una edició especial de Hellbilly Deluxe 2, que es va llançar el 28 de setembre de 2010.

### Època recent (2013-actualitat)

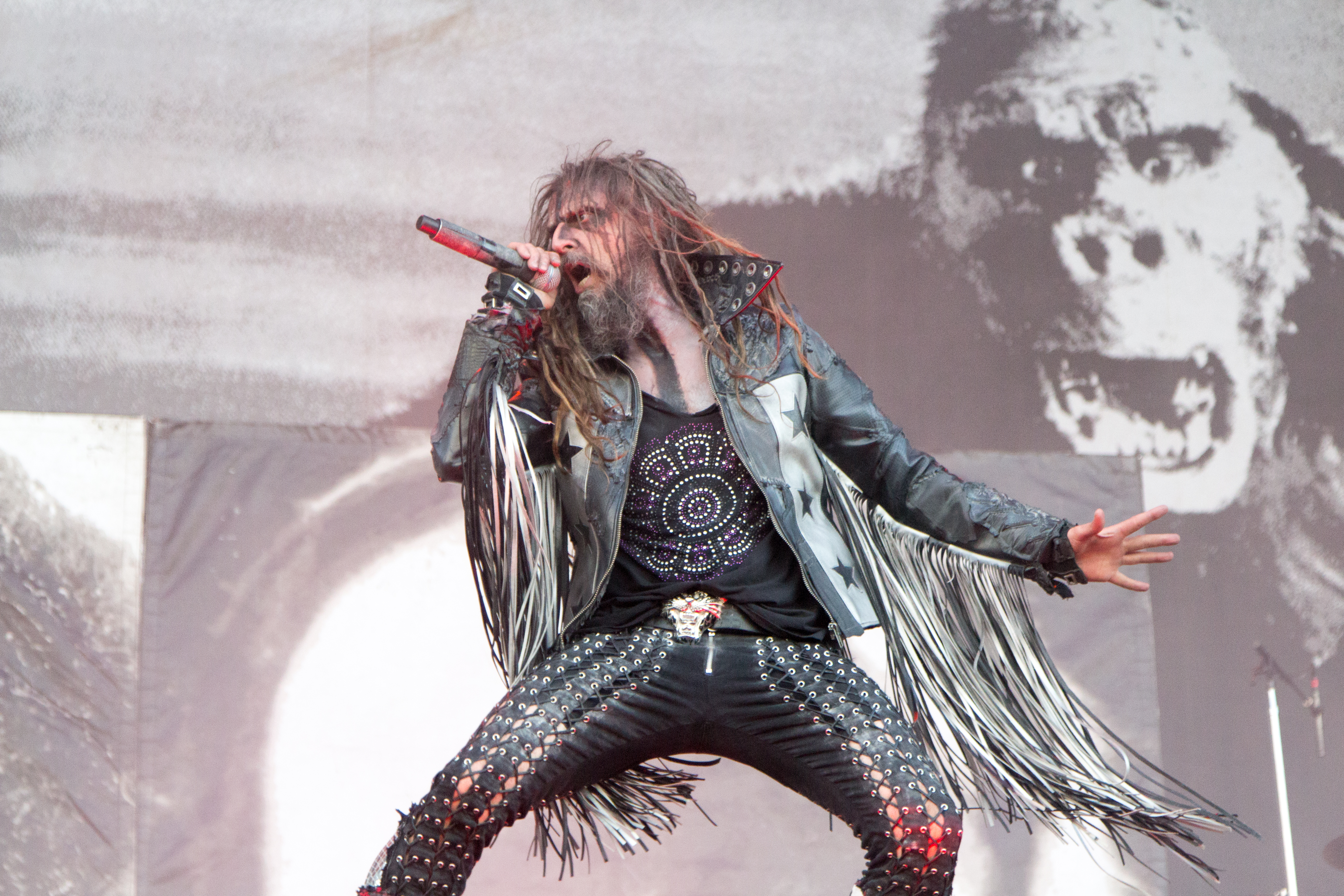
Rob Zombie (Nova Rock 2014)

Des del seu disc Venomous Rat Regeneration Vendor de 2013, Rob Zombie ha estat més centrat en la seva faceta de director de cinema que en la musical, per la qual cosa encara que els seus discos han continuat tenint una certa repercussió als Estats Units, creativament no hi ha hagut molta diferència, fora d'un accentuat gust de Rob pels títols llargs. Per exemple, els seus dos discos més recents són The Electric Warlock Acid Witch Satanic Orgy Celebration Dispenser (2016) i The Lunar Injection Kool Aid Eclipse Conspiracy (2021). En aquests tres discos Ginger Fish (provinent de Marilyn Manson igual que John 5) s'ha afermat com a bateria.
En 2018 Rob Zombie va realitzar una gira conjunta amb Marilyn Manson anomenada Twins of Evil: The Second Coming.

### Carrera com a director
House of 1000 Corpses va ser el debut de Rob com a director i la seva primera pel·lícula de terror. Li va prendre quatre anys realitzar-la (1999-2003) i va ser llançada finalment per Lion's Gate Films en el 2003, després que Stacy Snider, aleshores cap d'Universal Pictures, els vengués el film ja que ella no volia que fos llançat per Universal. Després va ser revelat que a Snider no li agraden les pel·lícules de terror. La pel·lícula contenia una impressionant quantitat de violència i sang vessada.
La seqüela de House of 1000 Corpses va ser The Devil's Rejects (2005), que mostrava un estil diferent. Mentre la seva primera pel·lícula era còmica i extravagant alhora, The Devil's Rejects era més fosca, seriosa i aspra i era més una pel·lícula a l'estil western o road movie, que una absoluta pel·lícula de terror.
En el 2007 va col·laborar en la pel·lícula Grindhouse de Robert Rodríguez i Quentin Tarantino. Va dirigir un dels falsos avanços, anomenat Werewolf Women of the S. S., protagonitzat per la seva esposa i amb la participació de Udo Kier, Sybil Danning i Nicolas Cage.

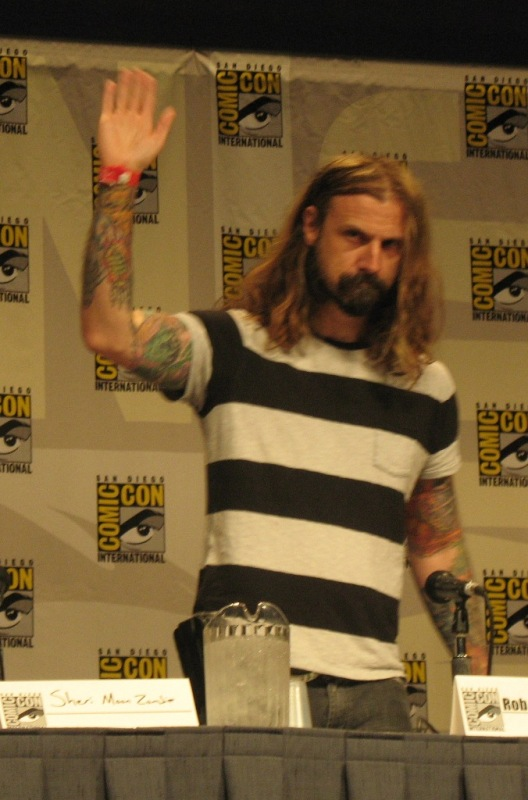
Rob Zombie promocionant Halloween.

Després Zombie va dirigir la pel·lícula Halloween, una nova edició de la clàssica pel·lícula de John Carpenter realitzada el 1978, Halloween. Aquest film va debutar el 31 d'agost de 2007 al XL Festival Internacional de Cinema Fantàstic de Catalunya, recaptant 80 milions de dòlars a tot el món i significant un gran triomf per a Rob.
La seva quarta pel·lícula, The Haunted World of El Superbeasto, està basat en la seva sèrie de còmics The Adventures of El Superbeasto. Esta cinta de animación vio la luz en el 2009.
Zombi va llançar la seqüela de Halloween el 28 d'agost de 2009. La filmació va començar el 23 de febrer de 2009 en Atlanta amb Tyler Ragi tornant a encarnar el paper de Michael Myers.
El 3 d'octubre de 2009 va rebre el títol de Cineasta de l'Any als Chiller-Eyegore Awards. També ha participat en la direcció de capítols de la sèrie CSI: Miami. Va seguir The Lords of Salem, estrenada el 2013.
En 2019 va sortir 3 from Hell, la tercera part de la saga Firefly iniciada per House of 1000 Corpses i integrada també per The Devil's Rejects i la seva pel·lícula animada.
Com a cineasta, Zombi ha tingut l'hàbit de repetir uns certs actors. La seva esposa Sheri Moon Zombi ha aparegut en totes les seves pel·lícules. Altres actors amb múltiples aparicions en les seves pel·lícules són Sid Haig, Bill Moseley, William Forsythe, Malcolm McDowell, Ken Foree, Danny Trejo, Richard Brake i Ginger Lynn.

## Filmografia
| Any  | Pel·lícula                          | Director | Productor | Escriptor | Crítica |
| ---- | ----------------------------------- | -------- | --------- | --------- | ------- |
| 2003 | House of 1000 Corpses               | Sí       | No        | Sí        | 86%     |
| 2005 | The Devil's Rejects                 | Sí       | Sí        | Sí        | 88%     |
| 2007 | Halloween                           | Sí       | Sí        | Sí        | 85%     |
| 2009 | H2: Halloween II                    | Sí       | Sí        | Sí        | 74%     |
| 2009 | The Haunted World of El Superbeasto | Sí       | Sí        | Sí        | 88%     |
| 2012 | The Lords of Salem                  | Sí       | Sí        | Sí        | 72%     |
| 2016 | 31                                  | Sí       | Sí        | Sí        | 67%     |
| 2019 | 3 from hell                         | Sí       | Sí        | Sí        | 81%     |
| 2022 | La Familia Munster                  | Sí       | Sí        | Sí        |         |

## Discografia

### Amb White Zombie
- Soul-Crusher (1987)
- Make Them Die Slowly (1989)
- La Sexorcisto: Devil Music, Vol. 1 (1992)
- Astro Creep: 2000 - Songs of Love, Destruction and Other Synthetic Delusions of the Electric Head (1995)

### Com a solista

#### Àlbums d'estudi
- Hellbilly Deluxe (1998)
- The Sinister Urge (2001)
- Educated Horses (2006)
- Hellbilly Deluxe 2 (2010)
- Venomous Rat Regeneration Vendor (2013)
- The Electric Warlock Acid Witch Satanic Orgy Celebration Dispenser (2016)
- The Lunar Injection Kool Aid Eclipse Conspiracy (2021)

#### Àlbums en directe
- Zombie Live (2007)
- Spookshow International Live (2015)

#### Àlbums de remixes
- The American Made Music To Strip By (1999)
- Mondo Sex Head (2012)

#### Recopilatoris
- Past, Present & Future (2003)
- 20th Century Masters: Millennium Collection: The Best of Rob Zombie (2006)
- Icon (2010)